# Nemotelus chaineyi
Nemotelus chaineyi är en tvåvingeart som beskrevs av Mason 1997. Nemotelus chaineyi ingår i släktet Nemotelus och familjen vapenflugor. Inga underarter finns listade i Catalogue of Life.